# Semenovia pimpinelloides
Semenovia pimpinelloides är en flockblommig växtart som först beskrevs av Sergej Arsenjevitj Nevskij, och fick sitt nu gällande namn av Ida P. Mandenova. Semenovia pimpinelloides ingår i släktet Semenovia och familjen flockblommiga växter. Inga underarter finns listade i Catalogue of Life.